# 1533 en philosophie
Chronologie de la philosophie
- 1529
- 1530
- 1531
- 1532
- 1533
- 1534
- 1535
- 1536
- 1537

L’année 1533 a été marquée, en philosophie, par les événements suivants :

## Naissances
- Francesco Buonamici (décédé le 29 septembre 1603) était un médecin, écrivain et philosophe florentin de la seconde moitié du XVIe siècle.